# 三明寺古墳
三明寺古墳（さんみょうじこふん）は、鳥取県倉吉市巌城（いわき）にある古墳。形状は円墳（または方墳・多角形墳）。向山古墳群を構成する古墳の1つ。国の史跡に指定されている。

## 概要
鳥取県中部、倉吉市街地から北方の向山丘陵の中腹に築造された古墳である。石室は古くから開口していたことが知られる。
墳形は円形で、直径18メートル・高さ6メートルを測るとされるが、方墳（または多角形墳）とする説もある。埋葬施設は切石の両袖式横穴式石室である。石室の玄室内において、九州地方で見られるような石屋形状の石囲いが認められる点で特色を示す。副葬品は詳らかでない。
築造時期は、古墳時代終末期の7世紀初頭（または7世紀前半）頃と推定される。福庭古墳（倉吉市福庭）とともに倉吉地方における代表的な終末期古墳であるとともに、九州地方との交流が推察される点で重要視される古墳である。
古墳域は1931年（昭和6年）に国の史跡に指定されている。

## 埋葬施設

石室俯瞰図

石室展開図

埋葬施設としては、両袖式横穴式石室が構築されている。石室の規模は次の通り。
- 石室全長：8.3メートル
- 玄室：長さ3.7メートル、幅3.2メートル、高さ3.1メートル

玄室の奥壁は一枚石の巨石により、側壁は大石の上に切石をやや内傾させて積むことによる。玄室内には奥壁に密着する形でコ字形の石囲いを設ける。石囲いは、上部に蓋石を載せるとともに床面に小礫を敷いたと推定され、九州地方に分布する石屋形に類するものとされる。

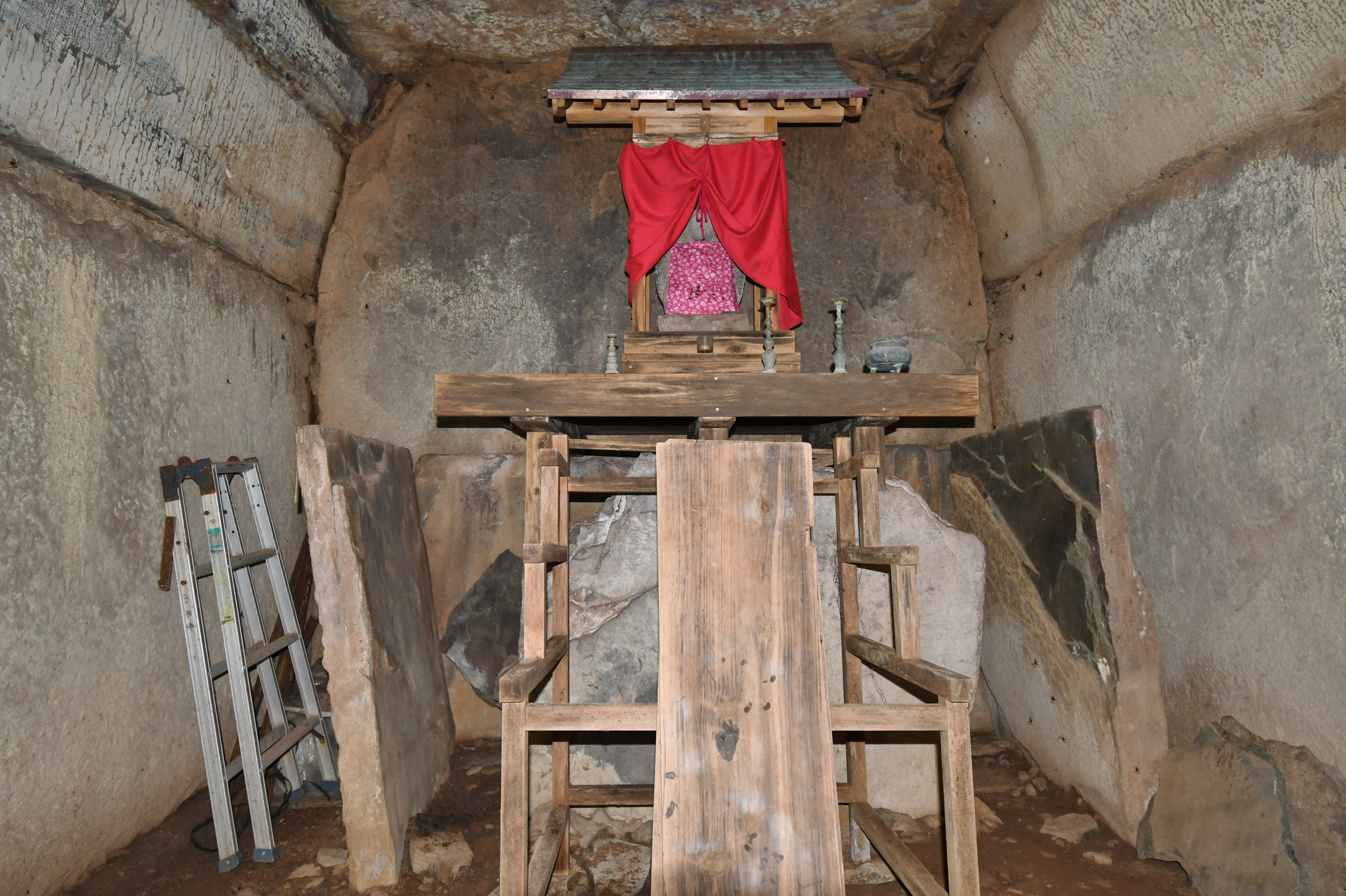
玄室（奥壁方向）
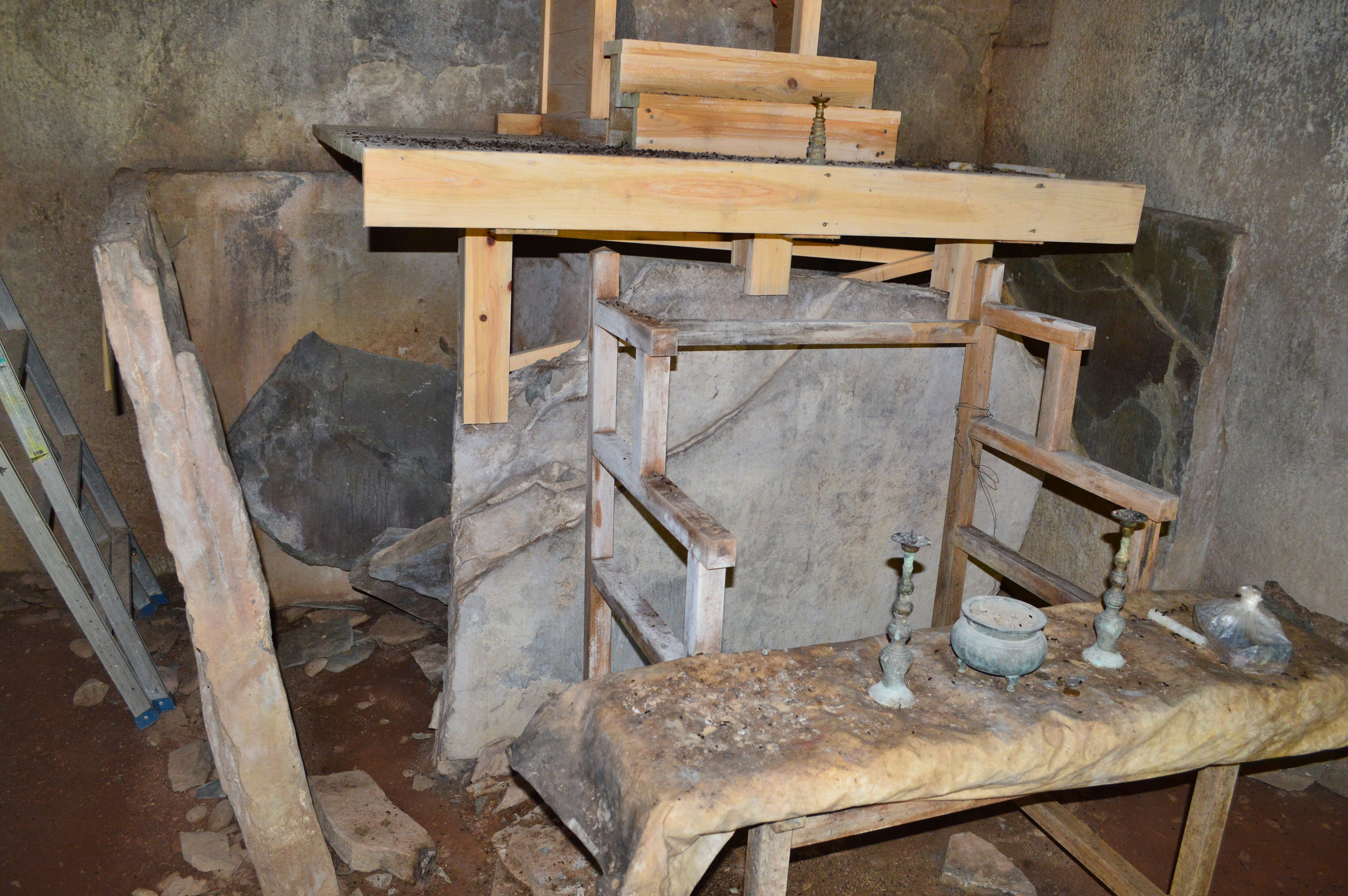
玄室の石囲い
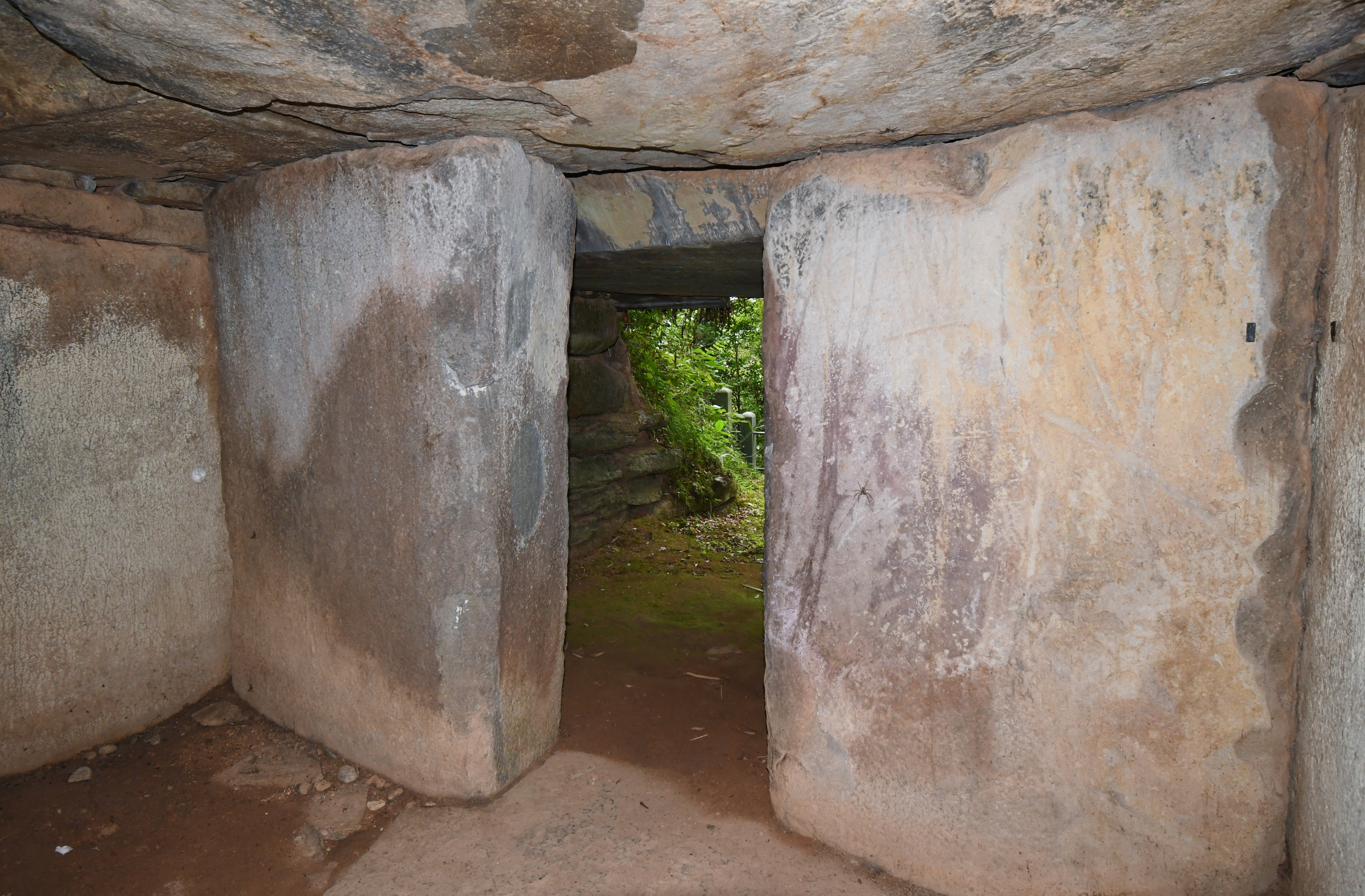
玄門（開口部方向）
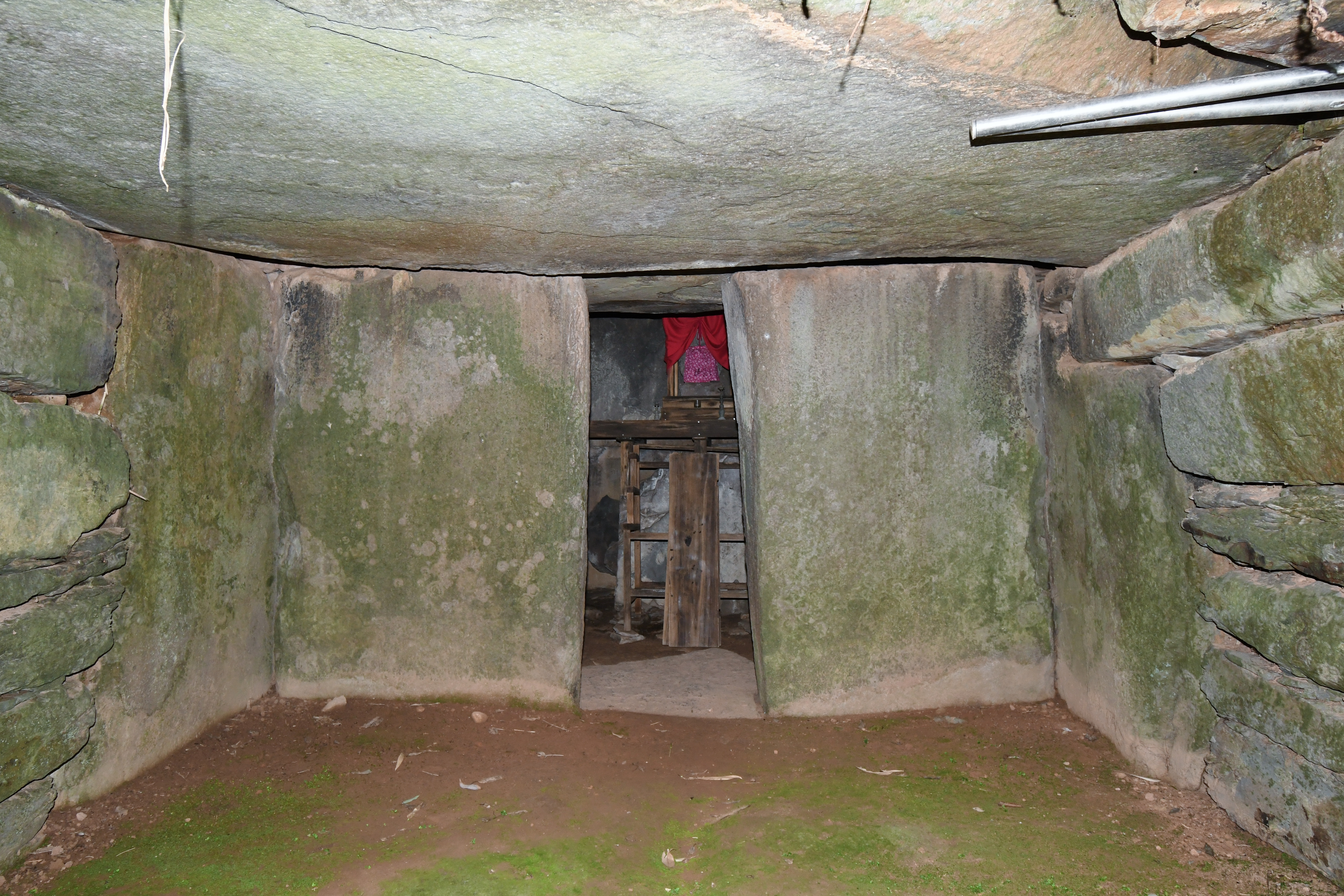
玄門（玄室方向）
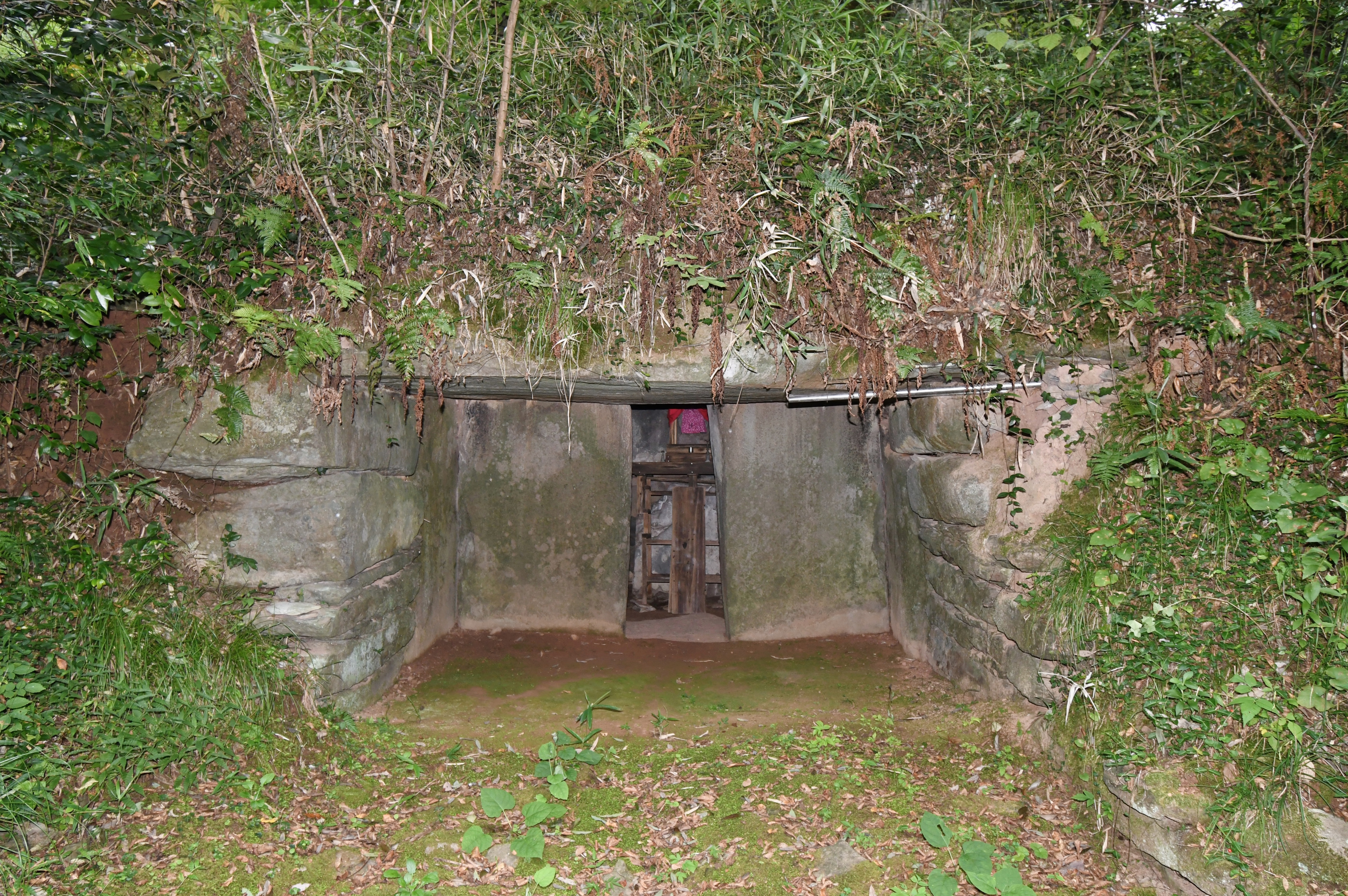
羨道（玄室方向）
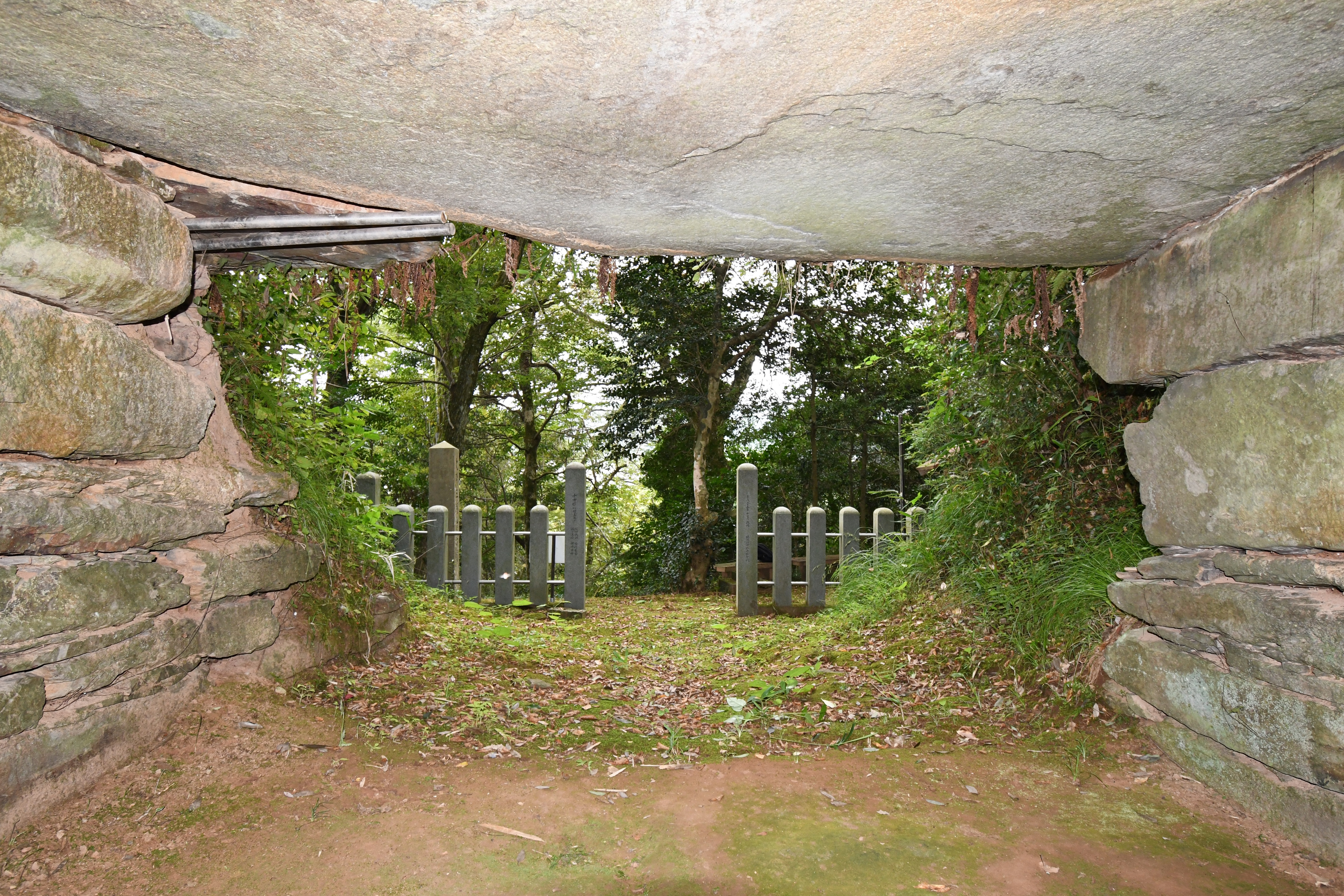
羨道（開口部方向）

## 文化財

### 国の史跡
- 三明寺古墳 - 1931年（昭和6年）11月26日指定[4]。